# Shangjuan
Шанцзюань (Citrus cavaleriei×Citrus maxima) є морозостійким цитрусовим деревом, що походить зі Східної Азії.
Це один з найкращий морозостійких цитрусових гібридів з їстівними плодами.Це гібрид Грейпфрута та Лимона Ічанського.

## Опис
Шанцзюань утворює чагарник або невелике дерево, часто з колючками. Листя відрізняються великим черешком, як листя Кафського лайма та спорідненого Citrus cavaleriei, і ароматні. Великий плід має смак як суміш лимона та грейпфрута, і іноді використовується як замінник цих фруктів. Як і інші цитрусові, що походять від C. ichangensis, шанцзюань відносно морозостійкий.
Плід трохи схожий на грейпфрут і може бути блідо-жовтим або зеленим залежно від ступеня зрілості. Він дуже ароматний, може бути розміром з грейпфрут (до 10 см або більше).

## Довідка
1. ↑  The Best Cold Hardy Citrus? So far... cloudforest.com. Архів оригіналу за 17 червня 2017. Процитовано 16 червня 2019. [Архівовано 2017-06-17 у Wayback Machine.]
2. ↑  Jorma Koskinen and Sylvain Jousse. Citrus Pages / Papedas. free.fr.